# St. Jakobus der Ältere (Pflochsbach)

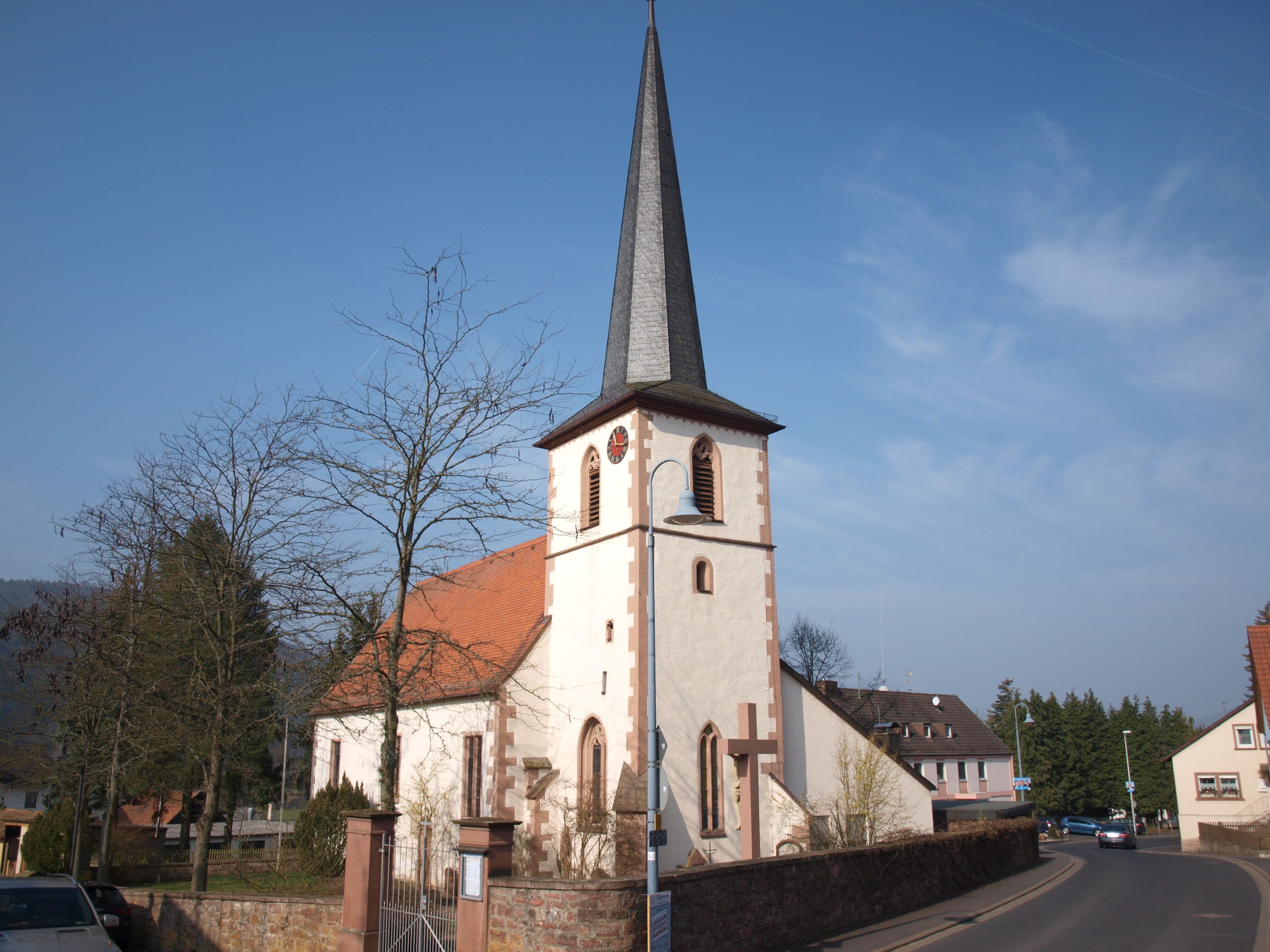
St. Jakobus der Ältere in Pflochsbach

Die römisch-katholische Pfarrkirche St. Jakobus der Ältere steht in Pflochsbach, einem Gemeindeteil von Lohr am Main im unterfränkischen Landkreis Main-Spessart in Bayern. Der Turm des denkmalgeschützten Bauwerks hat im Kern einen um 1200 entstandenen romanischen Chorraum. Die Pfarrei gehört zur Pfarreiengemeinschaft 12 Apostel am Tor zum Spessart (Lohr am Main) im Dekanat Main-Spessart des Bistums Würzburg.

## Beschreibung
Der nachgotische Aufbau des Chorturms der Saalkirche wurde 1614 erbaut. Er hat einen quadratischen Grundriss und ist mit Ecksteinen versehen. Sein oberstes Geschoss beherbergt die Turmuhr und den Glockenstuhl. Bedeckt ist er mit einem schiefergedeckten, achtseitigen Knickhelm. An ihn wurde 1839 das mit einem Satteldach bedeckte Langhaus nach einem Entwurf von Johann Schönmann angebaut. Die von Johannes Klais Orgelbau 1955 für das Franziskanerkloster Würzburg gebaute Orgel mit sieben Registern, zwei Manualen und einem Pedal wurde 1972 von Winfried Elenz nach Pflochsbach umgesetzt.